# Rudolf Braun (Politiker, 1889)

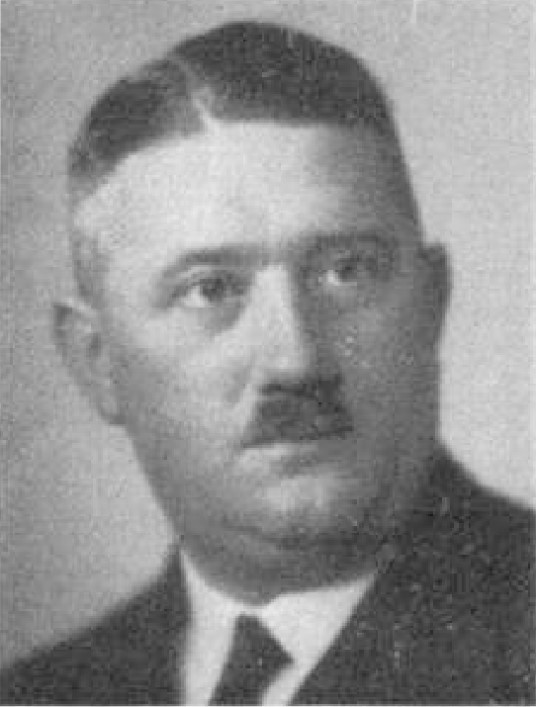
Rudolf Braun

Rudolf Braun (* 21. Juli 1889 in Wetter (Hessen); † 25. Juli 1975 in Marburg) war ein deutscher Unternehmer, Reichstagsabgeordneter der NSDAP und NSDAP-Gauwirtschaftsberater. 

## Leben
Braun legte nach dem Besuch der Volksschule und des Gymnasiums das Abitur ab und absolvierte eine Lehre in einer Apotheke. Anschließend nahm er ein Studium der Chemie, Botanik und Pharmazie an den Universitäten Marburg, Göttingen und Frankfurt auf, das er mit dem Pharmazeutischen Staatsexamen, der Approbation als Apotheker und der Promotion in Chemie beendete. 
Im Ersten Weltkrieg war Braun Kriegsfreiwilliger, zunächst in der Infanterie, zuletzt als Leutnant der Reserve bei der Feldartillerie. Im Krieg mit dem Eisernen Kreuz beider Klassen ausgezeichnet, nahm Braun als Angehöriger der Sturmabteilung Roßbach an Hitlers Putschversuch in München im November 1923 teil. 1924 übernahm er das Uzara-Werk, eine Fabrik für pharmazeutisch-chemische Präparate in Melsungen bei Kassel. 
Der NSDAP trat Braun zum 1. September 1929 bei (Mitgliedsnummer 151.318). Von 1929 bis 1933 war er Beigeordneter im Magistrat der damaligen Kreisstadt Melsungen. Nach der nationalsozialistischen „Machtergreifung“ war Braun von April bis Juli 1933 Mitglied des Preußischen Staatsrates und übte im gleichen Jahr Funktionen auf regionaler Ebene aus, so als Vizepräsident des Provinziallandtages der preußischen Provinz Hessen-Nassau. Vom 12. November 1933 bis zum Kriegsende 1945 war Braun Abgeordneter im Reichstag, der in der Zeit des Nationalsozialismus bedeutungslos war. 
Als Präsident der Industrie- und Handelskammer Kassel amtierte er von 1933 bis 1943. Zudem hatte Braun Funktionen im NSDAP-Gau Kurhessen inne: Als Gauwirtschaftsberater, Gauhauptamtsleiter und Oberbereichsleiter der NSDAP war er einer der engsten Mitarbeiter der dortigen Gauleiter Karl Weinrich und Karl Gerland. Ferner war Braun Wehrwirtschaftsführer und im Aufsichtsrat der „Kurhessischen Kupferschmiedebergbau GmbH“.
Nach Kriegsende befand sich Braun in alliierter Internierungshaft. In der Entnazifizierung wurde er durch die Spruchkammer in die Gruppe III – „Minderbelastete“ – eingestuft. Braun blieb bis 1971 Inhaber der Uzara-Werke in Melsungen.